# Řád württemberské koruny
Řád württemberské koruny (německy Orden der Württembergischen Krone) byl württemberský řád. Původně se jmenoval Lovecký řád sv. Huberta (založený roku 1702), poté roku 1807 přejmenován württemberským králem Fridrichem I. na Řád zlaté orlice. Současný název dostal pak roku 1818 a od roku 1892 se uděloval jako domácí a záslužný řád v pěti třídách, přičemž nositelé prvních čtyř tříd měli nárok na udělení osobního, nedědičného šlechtictví. Zaniká pádem monarchie v roce 1918.

## Vzhled řádu
Odznakem je zlatý, bíle smaltovaný maltézský kříž. U velkokříže a komtura jsou mezi ramena kříže umístěni zlatí kráčející lvi a celý kříž je převýšen zlatou korunou. V bílém středovém medailonu je umístěna zlatá koruna, okolo ní se vine na červené stužce heslo FURCHTLOS UND TREW (Bez bázně a věrně). Na zadní straně je pak zlatá korunovaná iniciála zakladatele F (Fridrich I.).
Hvězda velkokříže je osmicípá a stříbrná, ve středu se nachází medailon z odznaku. Pokud byl velkokříž udělen příslušníkům vládnoucích rodů, byl ve středu vyobrazen celý kříž v černém poli, taktéž ovinut heslem řádu. Komturská hvězda je řádový kříž s krátkými zlatými paprsky mezi rameny.
Stuha červenofialová s černými postranními proužky, pro panovnické rody pak jasně červená.

## Dělení
Původně měl řád tři třídy (velkokříž, komtur a rytíř). V roce 1889 byla přidán čestný kříž a následně v roce 1892 i třída komtura s hvězdou. K řádu byly připojeny také zlatá a stříbrná medaile Za zásluhy (stříbrná v roce 1892 zrušena).
- velkokříž – velkostuha, hvězda
- komtur s hvězdou – u krku, hvězda
- komtur – u krku
- čestný kříž – kříž na prsou
- rytíř – na prsou